# Скагафьордюр
Скагафьордюр (исл. Skagafjörður, исландское произношение: [ˈskaːɣaˌfjœrðʏr̥]) — община на северо-западе Исландии в регионе Нордюрланд-Вестра, которая охватывает территорию вокруг Скага-фьорда. В декабре 2021 года в общине на 5543 км² проживало 4090 человек.

## История
Община Скагафьордюр (исл. Sveitarfélagið Skagafjörður) была создана 6 июня 1998 года в результате слияния десяти сельских общин Скевильсстадахреппюр (исл. Skefilsstaðahreppur), Скардсхреппюр (исл. Skarðshreppur), Стадархреппюр (исл. Staðarhreppur), Сейлюхреппюр (исл. Seyluhreppur), Литингсстадахреппюр (исл. Lýtingsstaðahreppur), Рипюрхреппюр (исл. Rípurhreppur), Видвикюрхреппюр (исл. Viðvíkurhreppur), Хоулахреппюр (исл. Hólahreppur), Ховсхреппюр (исл. Hofshreppur) и Фльоутахреппюр (исл. Fljótahreppur), а также одной городской общины Сёйдаркроукскёйпстадюр (исл. Sauðárkrókskaupstaður). Жители этих общин одобрили слияние на референдуме 15 ноября 1997 года, при этом Акрахреппюр (исл. Akrahreppur) оказался единственной общиной из 12 вокруг Скага-фьорд, которая проголосовала против вхождения в это объединение.
В 2018 году в рамках программы укрупнения муниципальных образований в Исландии проводились общественные слушания и общие собрания правлений Акрахреппюр и Скагафьордюр. 
В ходе этих обсуждений жители приняли решение о слиянии общин. 19 февраля 2022 был проведен местный референдум и по его результатам 14 мая 2022 было выбрано правление новой общины, а 9 июня для объединенной общины утверждено название Скагафьордюр (исл. Skagafjörður, без слова Sveitarfélagið).

## География
Община Скагафьордюр находится в северной части Исландии в регионе Нордюрланд-Вестра. Бо́льшая часть земель общины размещается вокруг Скага-фьорда, меньшая выходит на Исландское нагорье вплоть до границ ледника Хофсйёкюдль.
На западе Скагафьордюр граничит с землями общин Скагабиггд, Скагастрёнд и Хунабиггд. На юге, в районе безжизненной поверхности ледника Хофсйёкюдль, община граничит с общинами Блаускоугабиггд, Хрюнаманнахреппюр и Скейда-ог-Гнупверьяхреппюр, а на востоке с общинами Фьядлабиггд, Дальвикюрбиггд, Хёграусвейт и Эйяфьярдарсвейт.
Административный центр Скагафьордюр располагается в городе Сёйдауркроукюр, в котором живет больше половины жителей общины. В общине также расположены поселения Хофсоус и Вармахлид, несколько мелких хуторов и отдельных ферм. Основное занятие жителей — сельское хозяйство (овцеводство и коневодство) и туризм.

## Инфраструктура
По территории общины проходит участок кольцевой дороги Хрингвегюр 1 и региональные дороги Сёйдаркроуксбрёйт 75, Сиглюфьярдарвегюр 76, Ховсоусбрёйт 77 и Оулавсфьрдарвегюр 82.
Есть горная дорога Скагафьярдарлейд F752, открытая для движения в летний период и только для транспортных средств повышенной проходимости, и около тридцати дорог местного значения: 
- Скардсвегюр 793

В Сёйдауркроукюре находится аэропорт местного значения, а рядом в соседней общине Фьядлабиггд — аэропорт Сиглюфьордюр. Ближайшим международным аэропортом является аэропорт Акюрейри.

## Население
На 1 января 2022 года численность населения составляет 4090 человек, из них бо́льшая часть населения (2603 человек) проживает в административном центре — Сёйдауркроукюре. Плотность населения составляет 0,98 чел. на км².
Источник: Mannfjöldi eftir kyni, aldri og sveitarfélögum 1998-2022 (исл.). hagstofa.is. Reykjavík: Hagstofa Íslands [Статистическая служба Исландии]. Дата обращения: 18 августа 2022.

## Достопримечательности
Община находится на живописных берегах Скага-фьорда и включает в себя три острова, находящиеся в заливе — Драунгей, Маульмей и Люндэй, известные своими птичьими базарами. Берега Скага-фьорда и острова изобилуют такими птицами, как полярная крачка, глупыши, обыкновенный чистик, и тупик.
В общине находится одна из самых известных монастырей Исландии — Хоулар, на базе которого образован университетский центр.

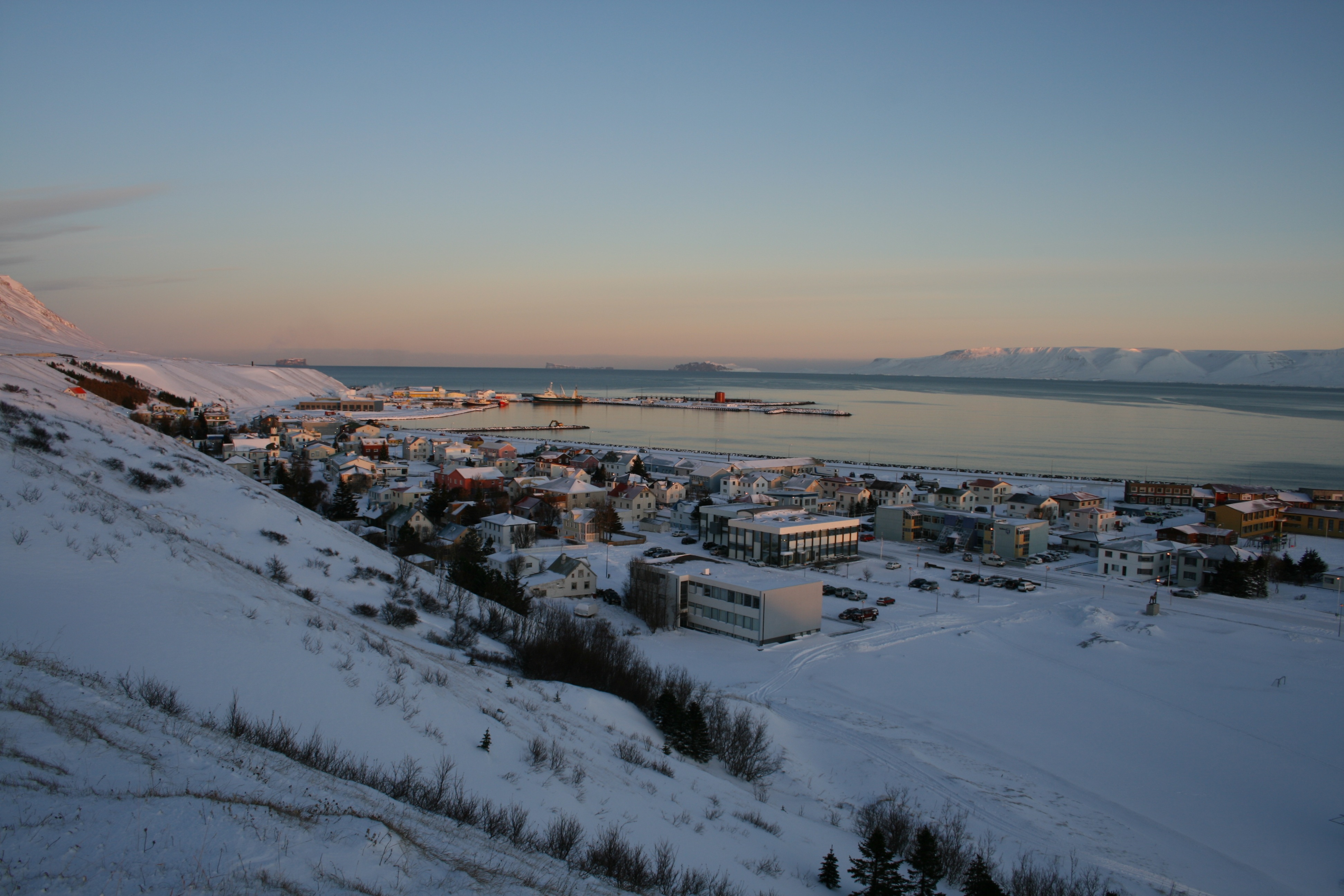
Вид на зимний Сёйдауркроукюр
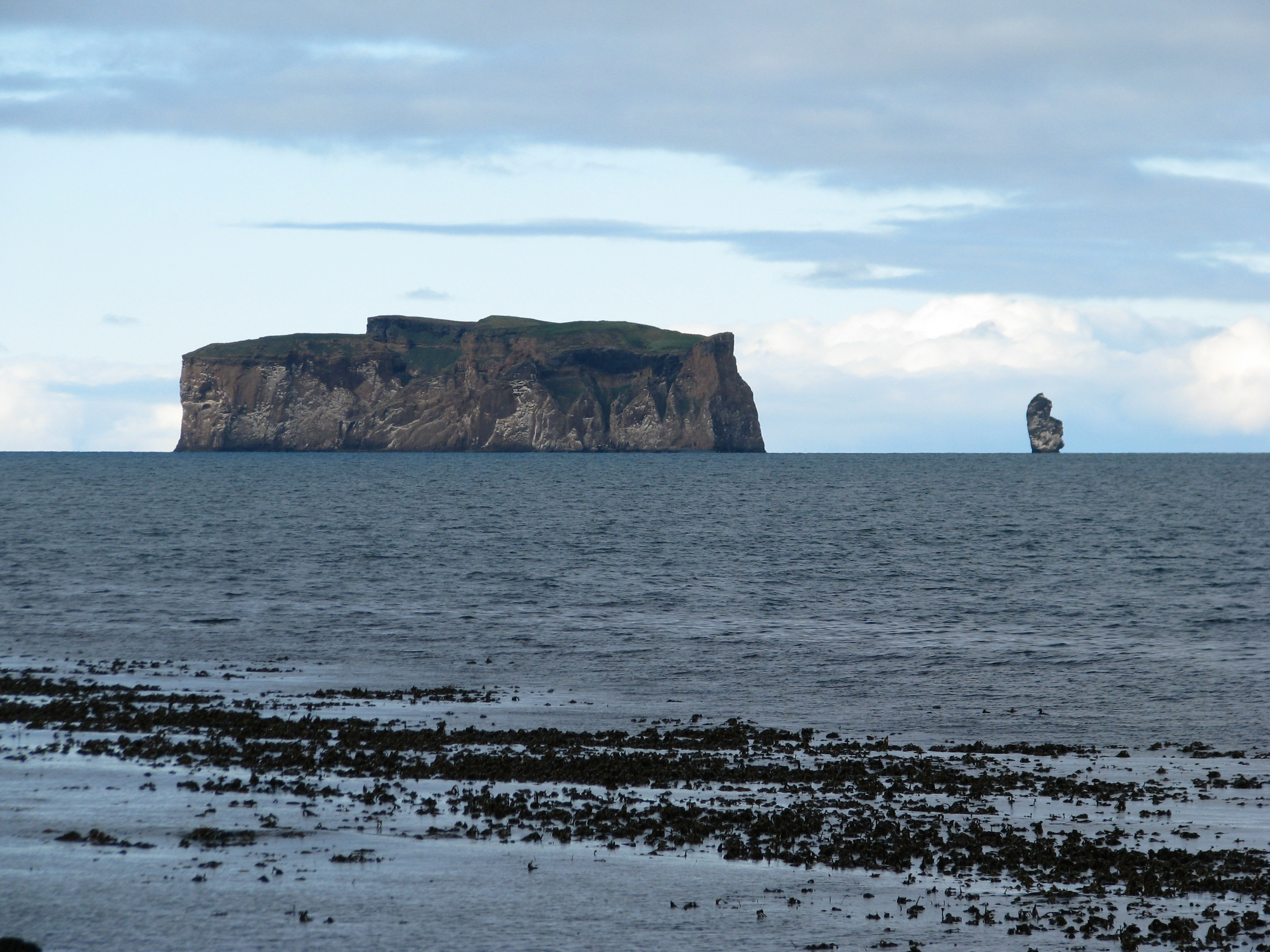
Остров Драунгей
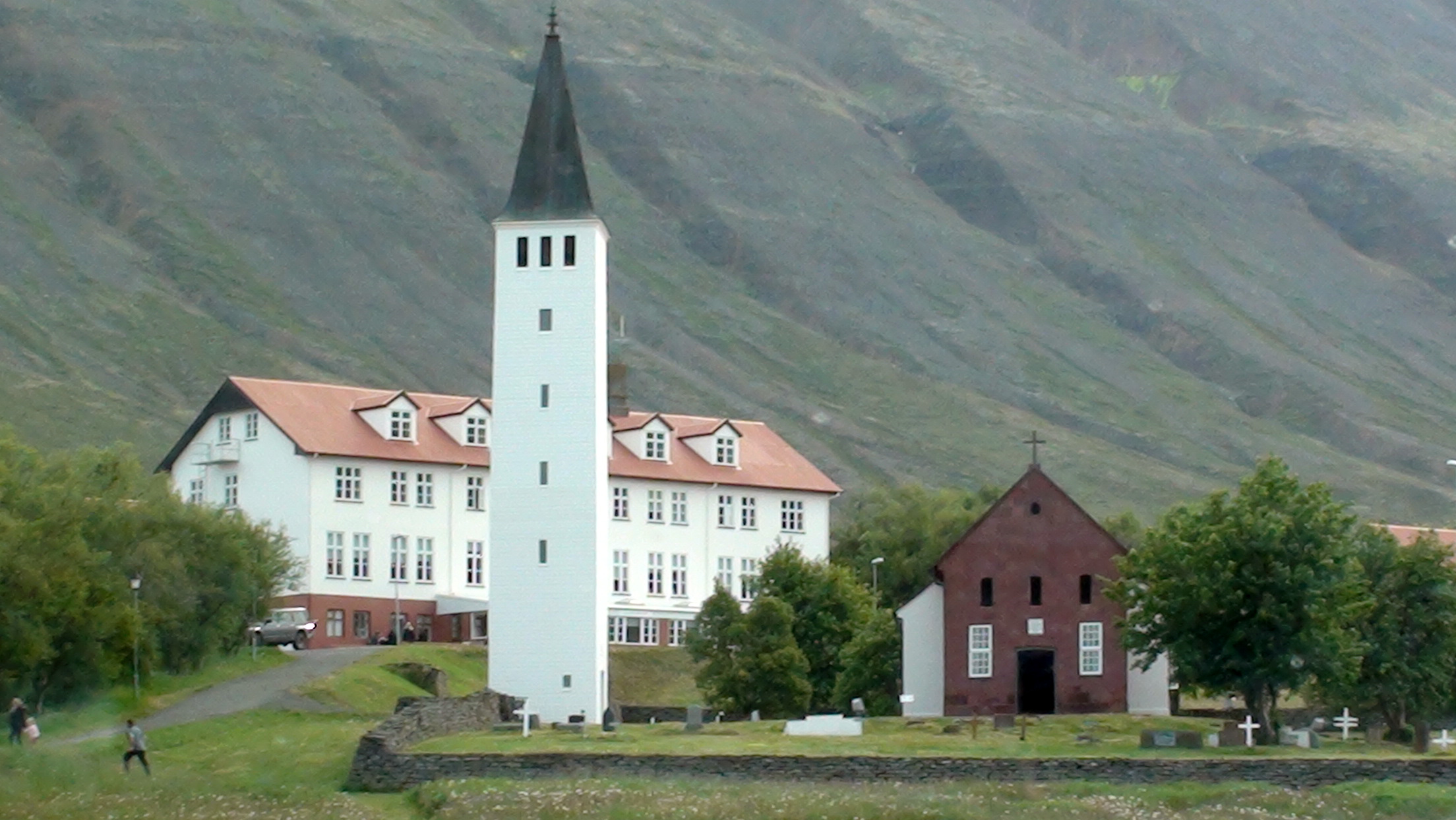
Монастырь Хоулар